# Индуизм в Шри-Ланке
Индуизм в Шри-Ланке исповедует около 15 % населения, большинство из них по национальности — тамилы.

## История
Индуизм был главной религией на острове до введения буддизма в Шри-Ланке в III веке до н. э. и последующего принятия новой религии сингальским населением. Однако индуизм сумел выжить и продолжал существовать на острове, поддерживаемый династиями Южной Индии и Ориссы, которые подчиняли себе разные части острова на протяжении его истории.
Как и другие религии, индуизм пережил определённый спад во времена европейской колонизации в результате резкого усиления христианского влияния. На данный момент эта религия всё ещё доминирует в северных и восточных провинциях Шри-Ланки, а именно среди тамильских этнических групп, хотя продолжающееся обращение в христианство вносит отрицательный момент в существование индуизма. Тамильской диаспорой было создано много храмов и религиозных организаций.
Одной из важнейших фигур индуизма в современной истории Шри-Ланки был Сатгуру Шива Йогасвами из Джафны, официально считавшийся сатгуру («настоящим гуру») и мудрецом среди нескольких миллионов тамильского населения.

## Демография
Согласно переписи населения 1981 года, на Шри-Ланке проживало 2,297,800 индуистов. Перепись 2001 года показала, что численность индуистов снизилась до 1,312,900 человек. Это было вызвано тем, что в стране шла гражданская война и правительство не контролировало северные регионы с индуистским большинством.